# Lentipes mindanaoensis
Lentipes mindanaoensis är en fiskart som beskrevs av Chen 2004. Lentipes mindanaoensis ingår i släktet Lentipes och familjen smörbultsfiskar. Inga underarter finns listade i Catalogue of Life.